# Rivista araldica
La Rivista araldica è stata una rivista di storia, araldica, genealogia, e diritto nobiliare fondata nel 1903 a Roma.
Fu edita dal 1910 sotto l'egida del Collegio araldico, tra il 1975 e il 2010 con la "Roberto Colonnello editore", di proprietà del segretario ereditario del Collegio araldico, Roberto Colonnello Bertini Frassoni.
Dopo lo scioglimento del Collegio araldico, sono state rifondate due associazioni con lo stesso nome, una a Roma e l'altra a Torino: la prima ha ripreso le pubblicazioni di una Rivista araldica (Ettore Gallelli editore), mentre la seconda pubblica la Rivista del Collegio araldico, che si dichiara ugualmente continuatrice della originale Rivista araldica